# Elsa Wallenberg

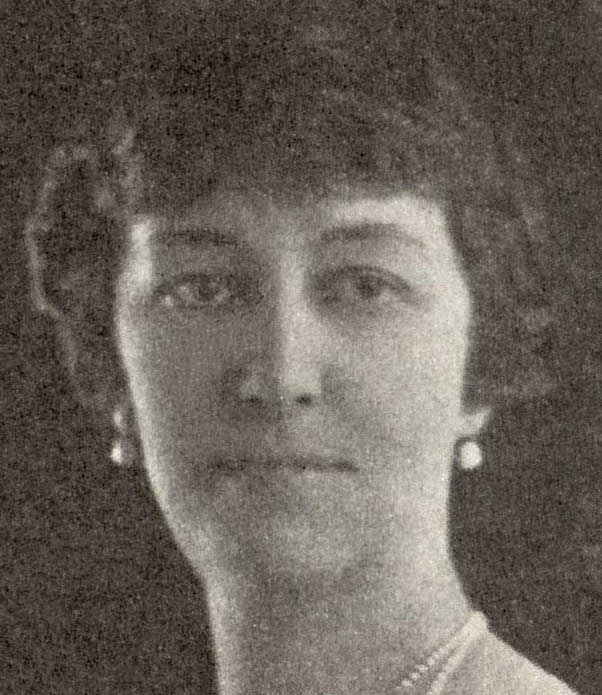
Elsa Wallenberg in den 1910er Jahren

Elsa Wallenberg geborene Elsa Lilliehöök (* 26. Januar 1877 in Hallsberg; † 17. Oktober 1951 in Stockholm) war eine schwedische Tennisspielerin.

## Biografie
Wallenberg nahm 1908 am Tenniswettbewerb der Olympischen Sommerspiele in London teil. Im Hallen-Einzel besiegte sie Mildred Coles in einem kuriosen Match. Nach 1:1 Sätzen lag sie im dritten Satz zunächst 4:0 in Führung, ehe sie fünf Spiele in Folge abgab und sich bei 4:5 und 15:40 zwei Matchbällen ausgesetzt sah. Dann musste Coles allerdings wegen einer Handgelenksverletzung das Match aufgeben, sodass Wallenberg ins Halbfinale einzog. Dort unterlag sie zunächst Gwendoline Eastlake-Smith in zwei Sätzen, bevor sie im Spiel um Bronze gegen ihre Landsfrau Märtha Adlerstråhle in drei Sätzen verlor. Adlerstråhle und Wallenberg waren die ersten schwedischen Frauen, die an Olympia teilnahmen.
Sie heiratete Axel Wallenberg (1874–1963) und die beiden wurden Eltern eines Sohnes namens Gustav Wally, einem Tänzer, Schauspieler und Theaterleiter. Sie waren Angehörige der Wallenberg-Familie. Der Vater von Axel war André Oscar Wallenberg.